# 情報公開・個人情報保護審査会設置法
情報公開・個人情報保護審査会設置法（じょうほうこうかい こじんじょうほうほごしんさかいせっちほう、平成15年5月30日法律第60号）は、個人情報保護法関連五法のうちの一つで、行政機関情報公開法・独立行政法人等情報公開法・個人情報保護法の規定により行われた決定に対し、請求人が審査請求を提起した後、当該審査請求について裁決をすべき行政機関の長等が諮問する機関である情報公開・個人情報保護審査会の設置に関する法律である。
2005年4月1日に施行。なお、政府が第169回国会に提出した、「行政不服審査法の施行に伴う関係法律の整備等に関する法律案」によれば、新行政不服審査法が施行された際は、情報公開や個人情報保護に関する不服申立てに関する事務は、新たに総務省に設置される行政不服審査会に移管され、情報公開・個人情報保護審査会は廃止されることになっていた。しかし第169回国会において行政不服審査法は成立せず、最終的に2016年4月から施行された行政不服審査法において、情報公開・個人情報保護審査会を行政不服審査会に統合することは見送りになった。

## 概要
- 第1章　総則
  - 第1条（趣旨）
- 第2章　設置及び組織
  - 第2条（設置）
不服申立てについて調査審議するため、総務省に置かれる。※2016年4月1日、内閣府より移管された。
  - 第3条（組織）
審査会は、委員15人をもって組織し非常勤とする。ただし、そのうち5人以内は、常勤とすることができる。
  - 第4条（委員）
委員は、優れた識見を有する者のうちから、両議院の同意を得て、内閣総理大臣が任命する国会同意人事である（1項）。
委員の任期は、3年とする。ただし、補欠の委員の任期は、前任者の残任期間とする（4項）。
  - 第6条（合議体）
審査会は、その指名する委員3人をもって構成する合議体で、不服申立てに係る事件について調査審議する。
  - 第7条（事務局）
- 第3章　審査会の調査審議の手続
  - 第8条（定義）
  - 第9条（審査会の調査権限）
  - 第10条（意見の陳述）
  - 第11条（意見書等の提出）
  - 第12条（委員による調査手続）
  - 第13条（提出資料の閲覧）
  - 第14条（調査審議手続の非公開）
  - 第15条（不服申立ての制限）
  - 第16条（答申書の送付等）
- 第4章　雑則
  - 第17条（政令への委任）
  - 第18条（罰則）
- 附則